# Supercoppa dei Paesi Bassi 2008
La Supercoppa dei Paesi Bassi 2008 (ufficialmente Johan Cruijff Schaal XIII) è stata la diciannovesima edizione della Johan Cruijff Schaal.
Si è svolta il 23 agosto 2008 all'Amsterdam ArenA tra il PSV Eindhoven, vincitore della Eredivisie 2007-2008, e il Feyenoord, vincitore della KNVB beker 2007-2008.
A conquistare il titolo è stato il PSV Eindhoven che ha vinto per 2-0 con reti di Danko Lazović e Dirk Marcellis.

## Partecipanti
| Squadre   | Qualificazione                       | Partecipazioni precedenti (il grassetto indica la vittoria)                 |
| --------- | ------------------------------------ | --------------------------------------------------------------------------- |
| PSV       | Vincitore della Eredivisie 2007-2008 | 12 (1991, 1992, 1996, 1997, 1998, 2000, 2001, 2002, 2003, 2005, 2006, 2007) |
| Feyenoord | Vincitore della KNVB beker 2007-2008 | 6 (1991, 1992, 1993, 1994, 1995, 1999)                                      |

## Tabellino
| Arbitro: | Blom |

|  |           |                           |
|  | Marcatori | 55’ Lazović 66’ Marcellis |

| Feyenoord | PSV Eindhoven |

### Formazioni
| Feyenoord:       |    |                              |     |     |
|                  |    |                              |     |     |
| P                | 1  | Henk Timmer                  |     |     |
| D                | 18 | Serginho Greene              |     |     |
| D                | 5  | Tim de Cler                  |     |     |
| D                | 7  | Denny Landzaat               | 59’ |     |
| D                | 4  | André Bahia                  |     |     |
| C                | 10 | Luigi Bruins                 |     |     |
| C                | 25 | Georginio Wijnaldum          |     |     |
| C                | 30 | Nicky Hofs                   | 40’ | 65’ |
| C                | 8  | Giovanni van Bronckhorst (c) | 42’ |     |
| A                | 14 | Michael Mols                 |     | 77’ |
| A                | 37 | Diego Biseswar               |     |     |
| Sostituzioni:    |    |                              |     |     |
| C                | 26 | Michał Janota                |     | 77’ |
| A                | 39 | Mitchell Schet               |     | 65’ |
| Allenatore:      |    |                              |     |     |
| Gertjan Verbeeke |    |                              |     |     |

| PSV:            |    |                     |     |     |
|                 |    |                     |     |     |
| P               | 1  | Andreas Isaksson    |     |     |
| D               | 3  | Carlos Salcido      |     | 76’ |
| D               | 5  | Mike Zonneveld      | 62’ | 69’ |
| D               | 13 | Jérémie Bréchet     |     |     |
| D               | 24 | Dirk Marcellis      | 44’ |     |
| C               | 29 | Stijn Wuytens       |     |     |
| C               | 20 | Ibrahim Afellay     |     |     |
| C               | 6  | Timmy Simons (c)    |     |     |
| C               | 8  | Édison Méndez       |     |     |
| A               | 9  | Danko Lazović       |     | 60’ |
| A               | 11 | Nordin Amrabat      |     |     |
| A disposizione: |    |                     |     |     |
| P               | 31 | Cássio              |     |     |
| D               | 4  | Francisco Rodríguez |     | 76’ |
| D               | 14 | Erik Pieters        |     | 69’ |
| C               | 15 | Jason Čulina        |     |     |
| C               | 22 | Balázs Dzsudzsák    |     | 82’ |
| C               | 28 | Otman Bakkal        |     |     |
| A               | 10 | Danny Koevermans    |     |     |
| Allenatore:     |    |                     |     |     |
| Huub Stevens    |    |                     |     |     |